# Эпиграфический музей Афин
Эпиграфический музей (греч. Επιγραφικό Μουσείο) Афин является сегодня отдельным учреждением Министерства культуры Греции.

## Музей
Музей был создан в 1885 году и располагается в южном крыле Национального археологического музея, построенного (не полностью), в 1874 году. Музей был построен по проекту Людвига Ланге греческим архитектором Панагисом Калкосом, который внёс изменения в первоначальный проект. В период 1953—1960 здание получило пристройку по проекту архитектора Патрокла Карандиноса.
Эпиграфический музей Афин считается самым большим в мире в своём виде, поскольку в его коллекциях числятся 13 536 надписей.

## Коллекции
Музей включает в себя множесство коллекций греческих надписей разных исторических периодов, немногие надписи на латинском и несколько надписей на иврите. Первые коллекции были собраны сразу по окончании Греческой революции и с воссозданием греческого государства Кирьякосом Питтакисом в Афинах. Как первый музей Питтакис использовал Башню Ветров. Афинское археологическое общество перевезло коллекцию Питтакиса в Национальный археологический музей в 1874 году.
Первая инвентаризация и систематизация надписей была произведена Василиосом Леонардосом в конце 19-го века.
Поскольку систематизация коллекций музея была произведена в тот же период, когда были изданы Inscriptiones Graecae, надписи расположены в единствах, согласно их содержания, и выставлялись в залах в том же порядке.
Систематизацию коллекций продолжили после Второй мировой войны Митсос, Маркеллос и Делмузу, Константина.

## Галерея

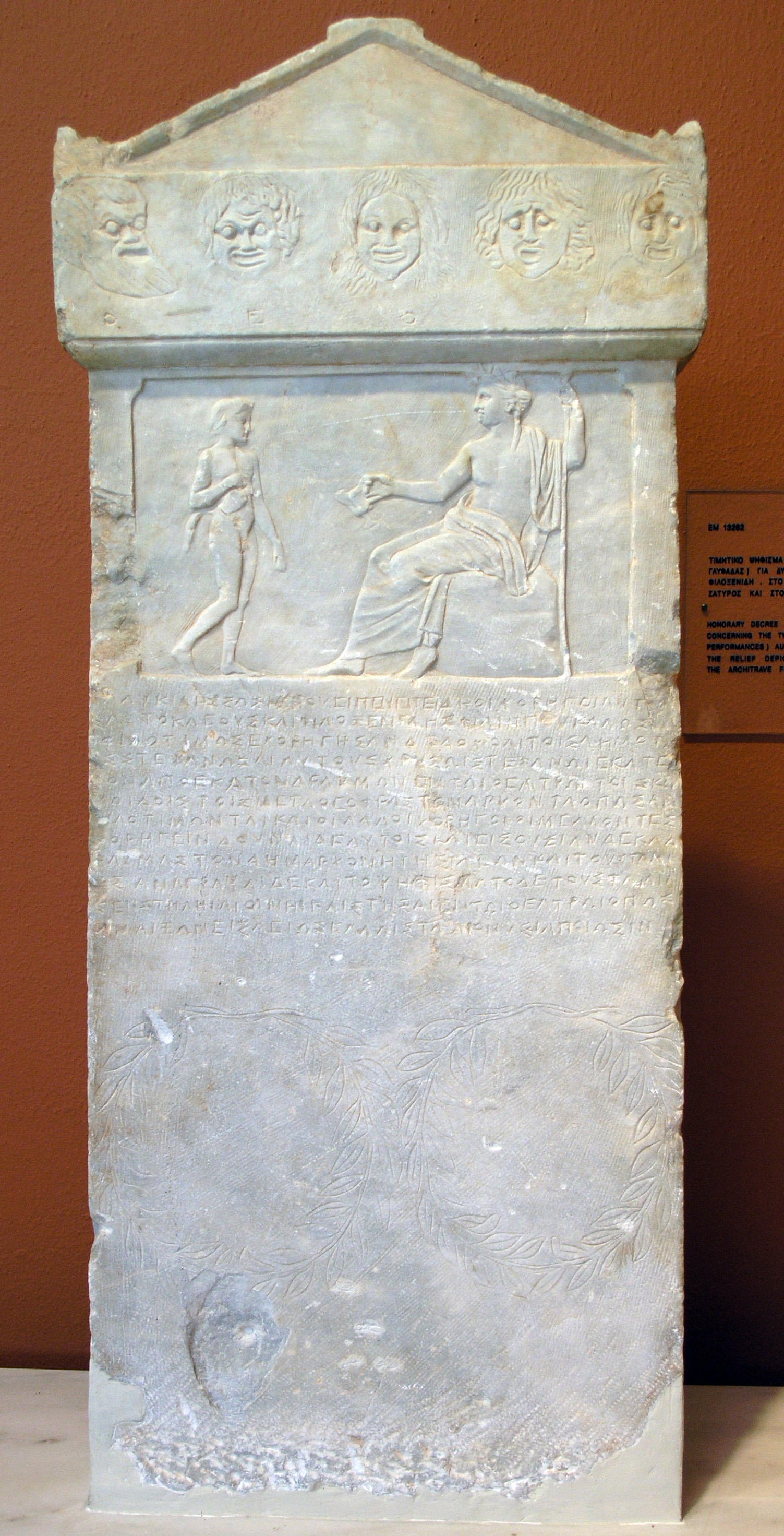
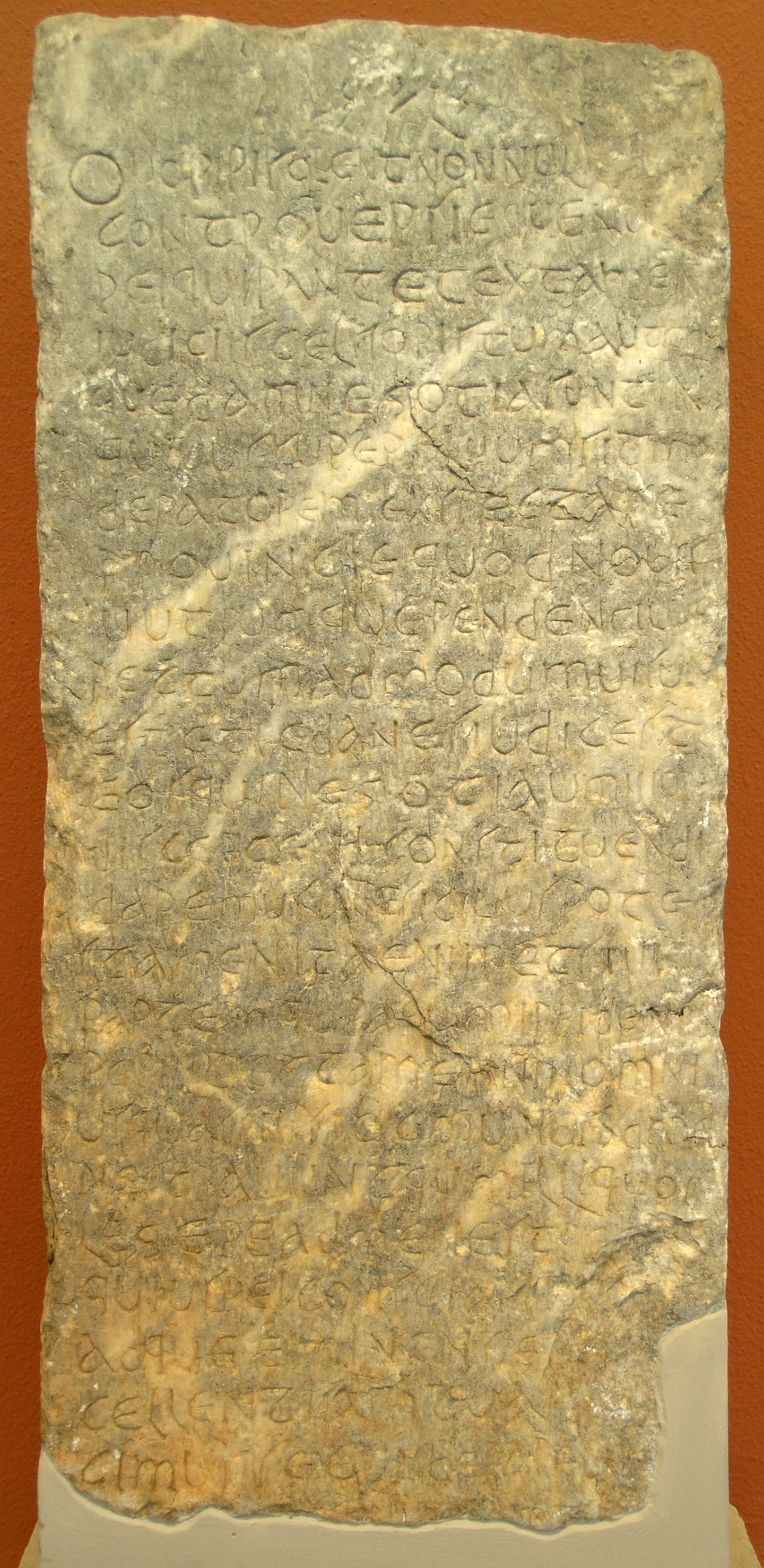
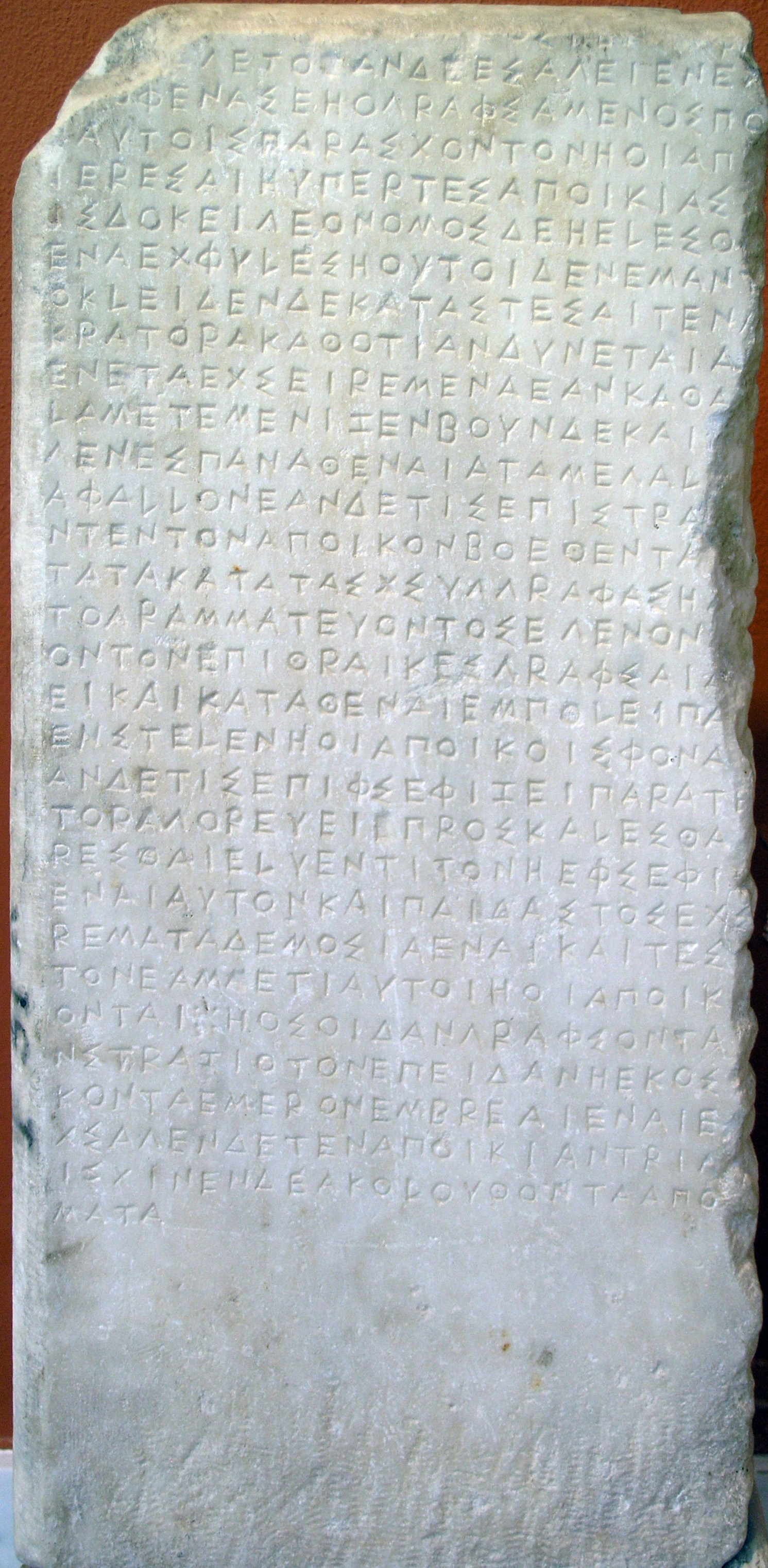
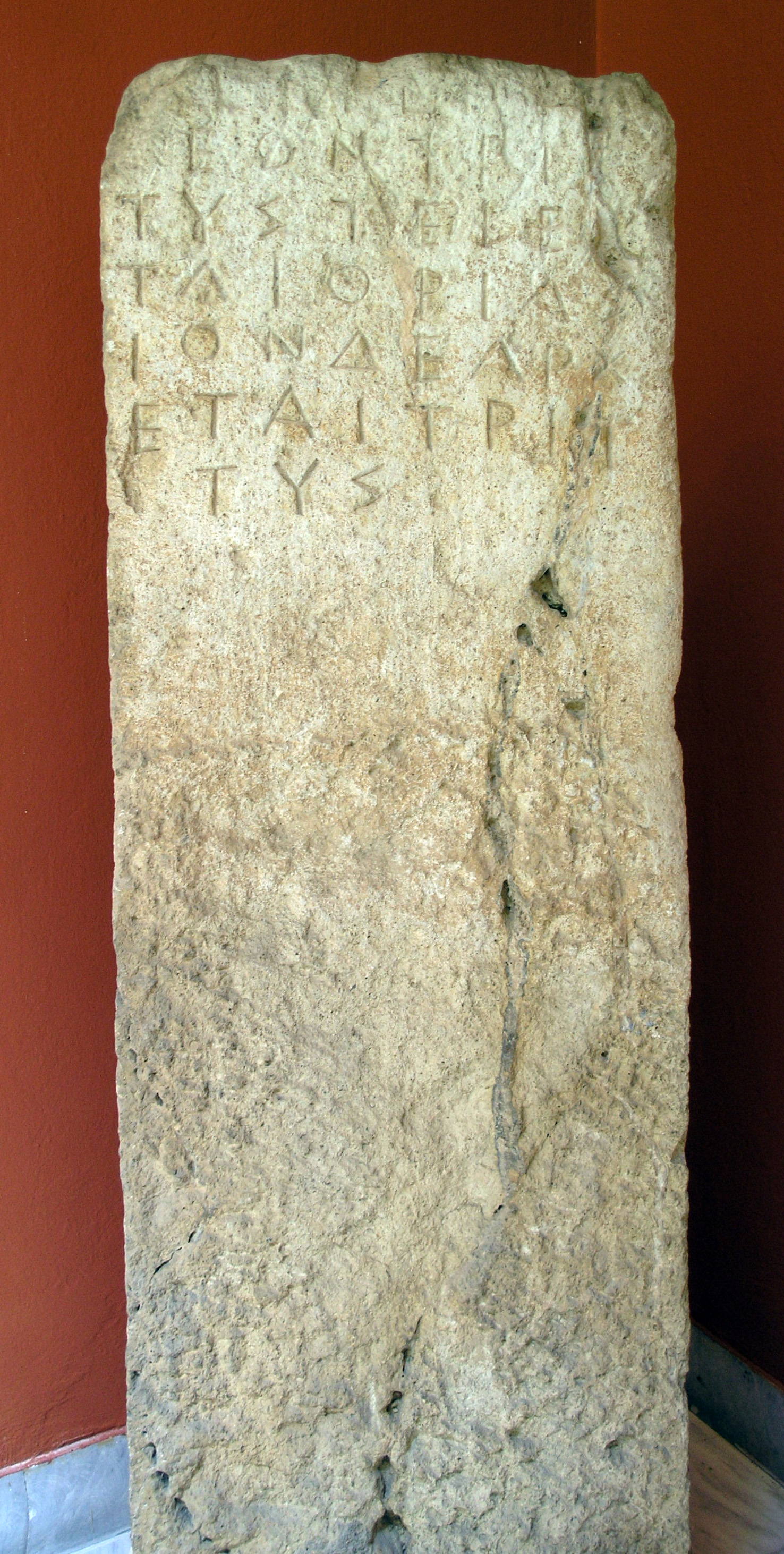
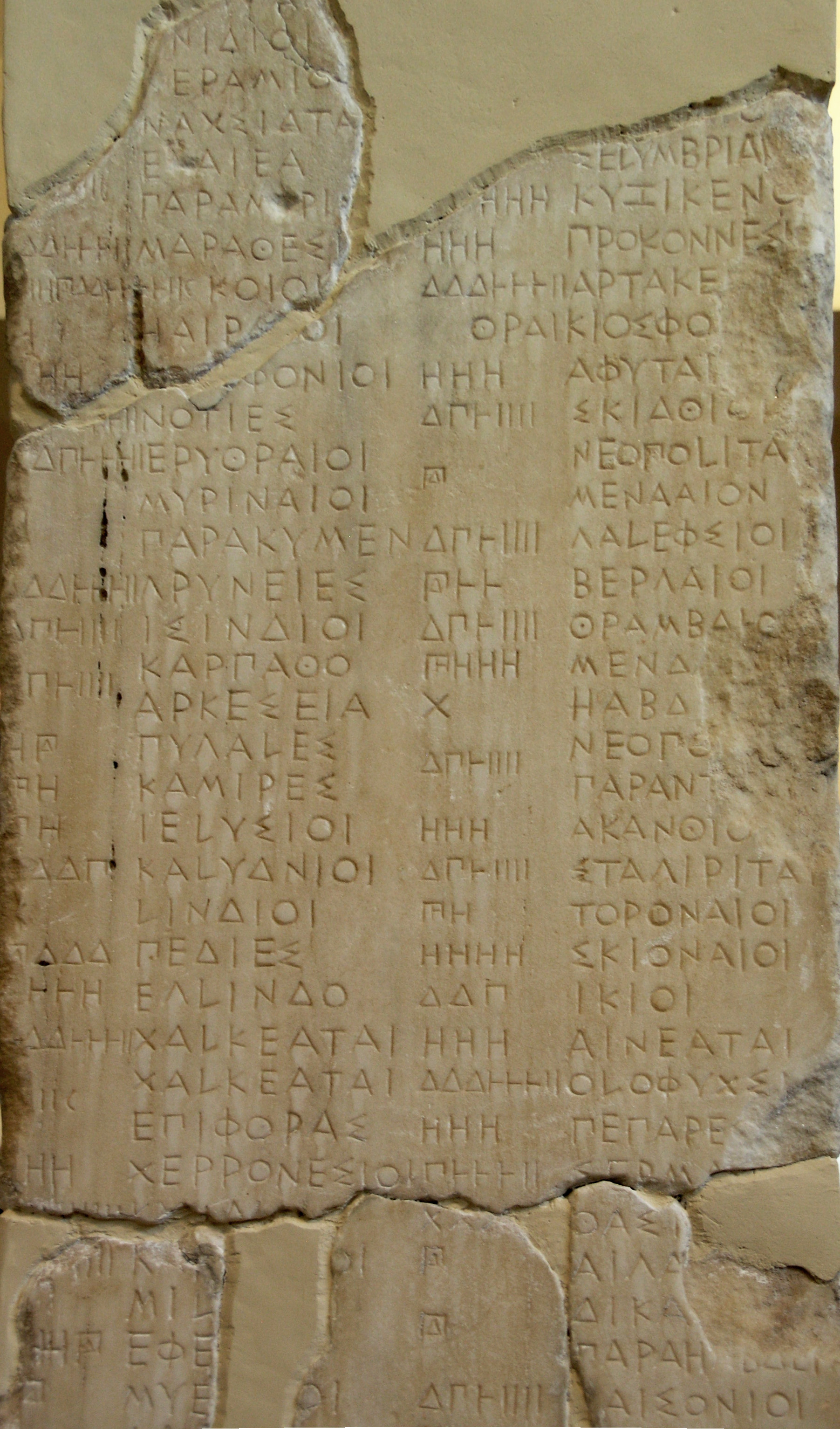
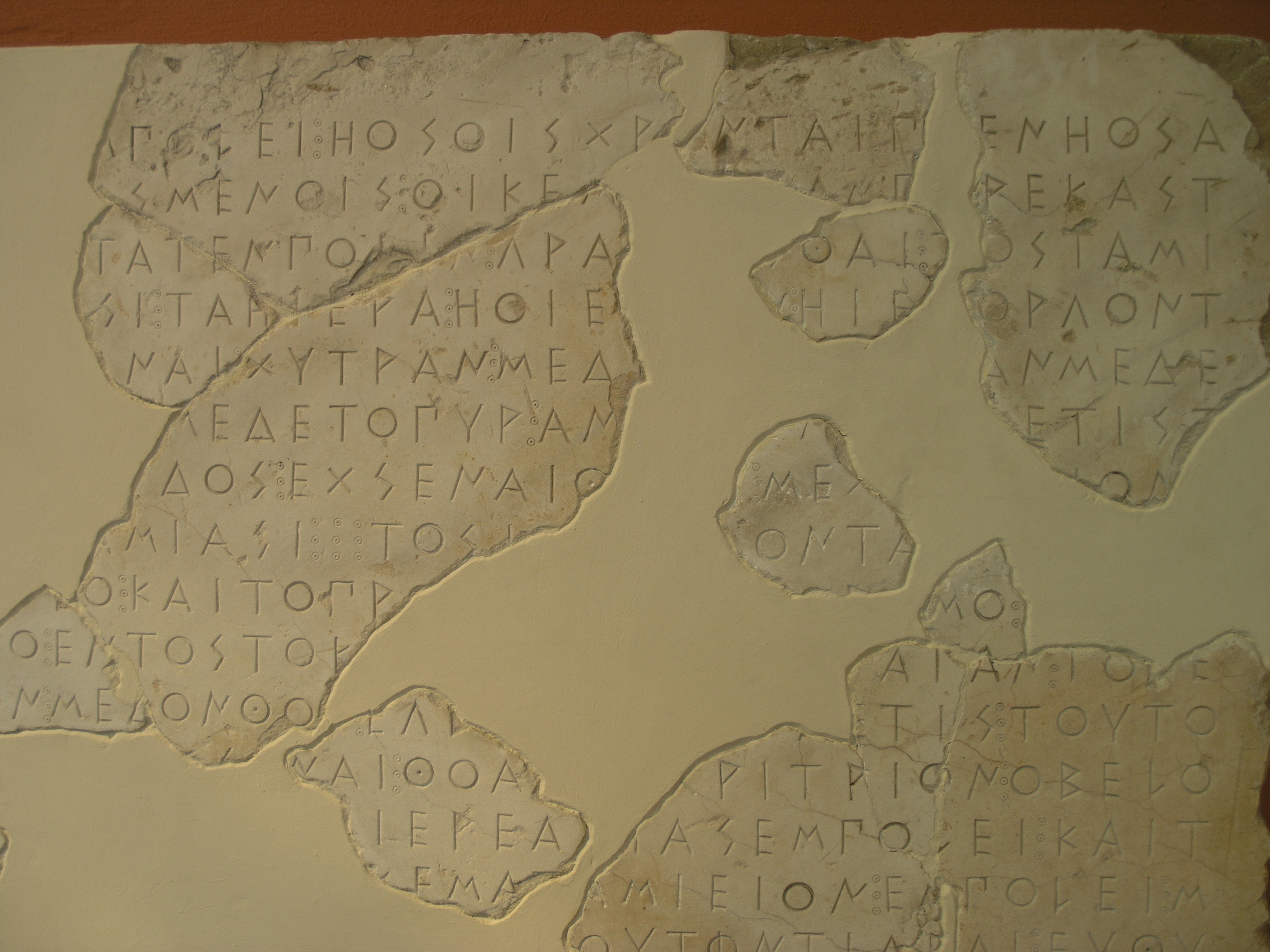
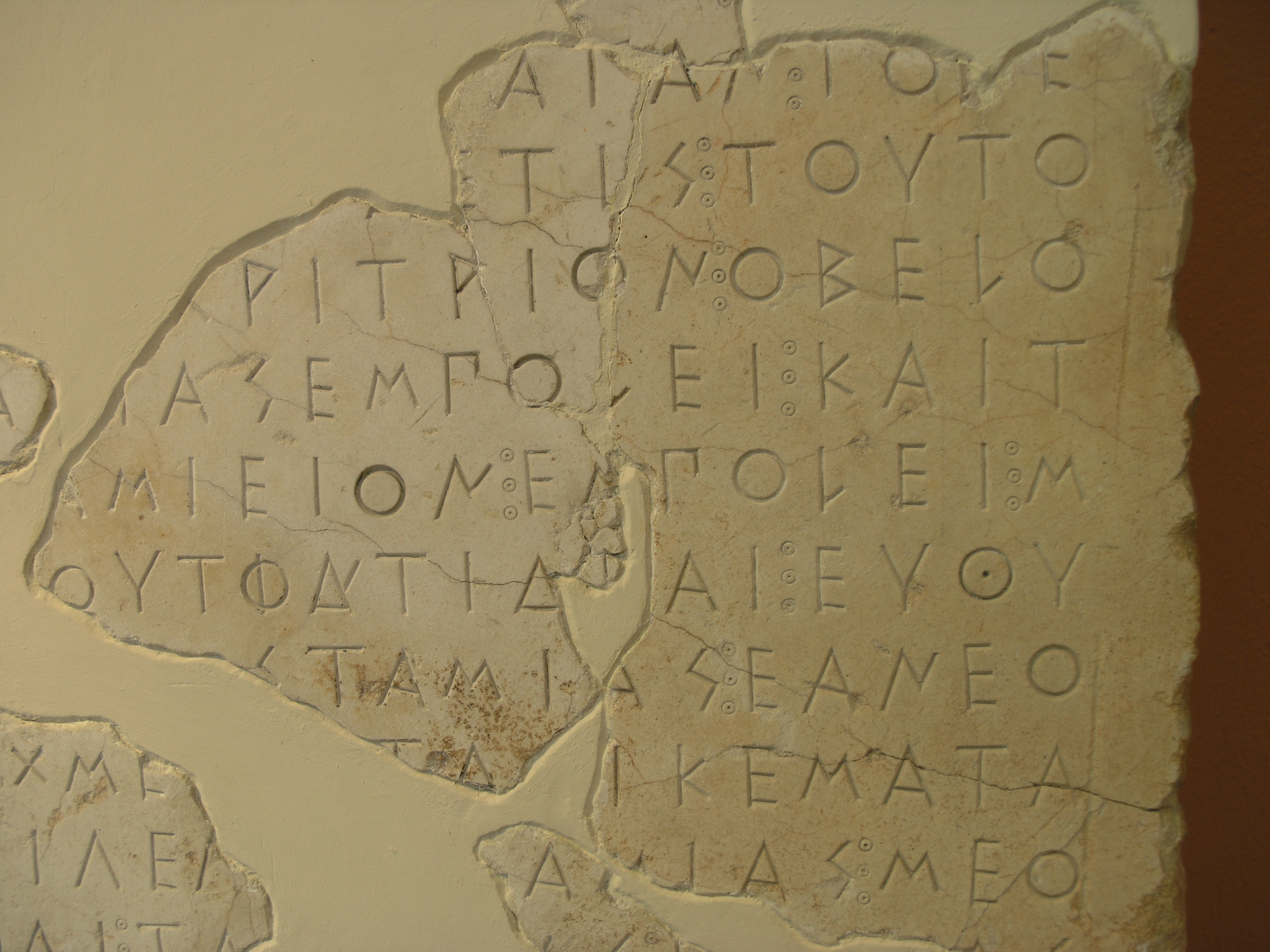
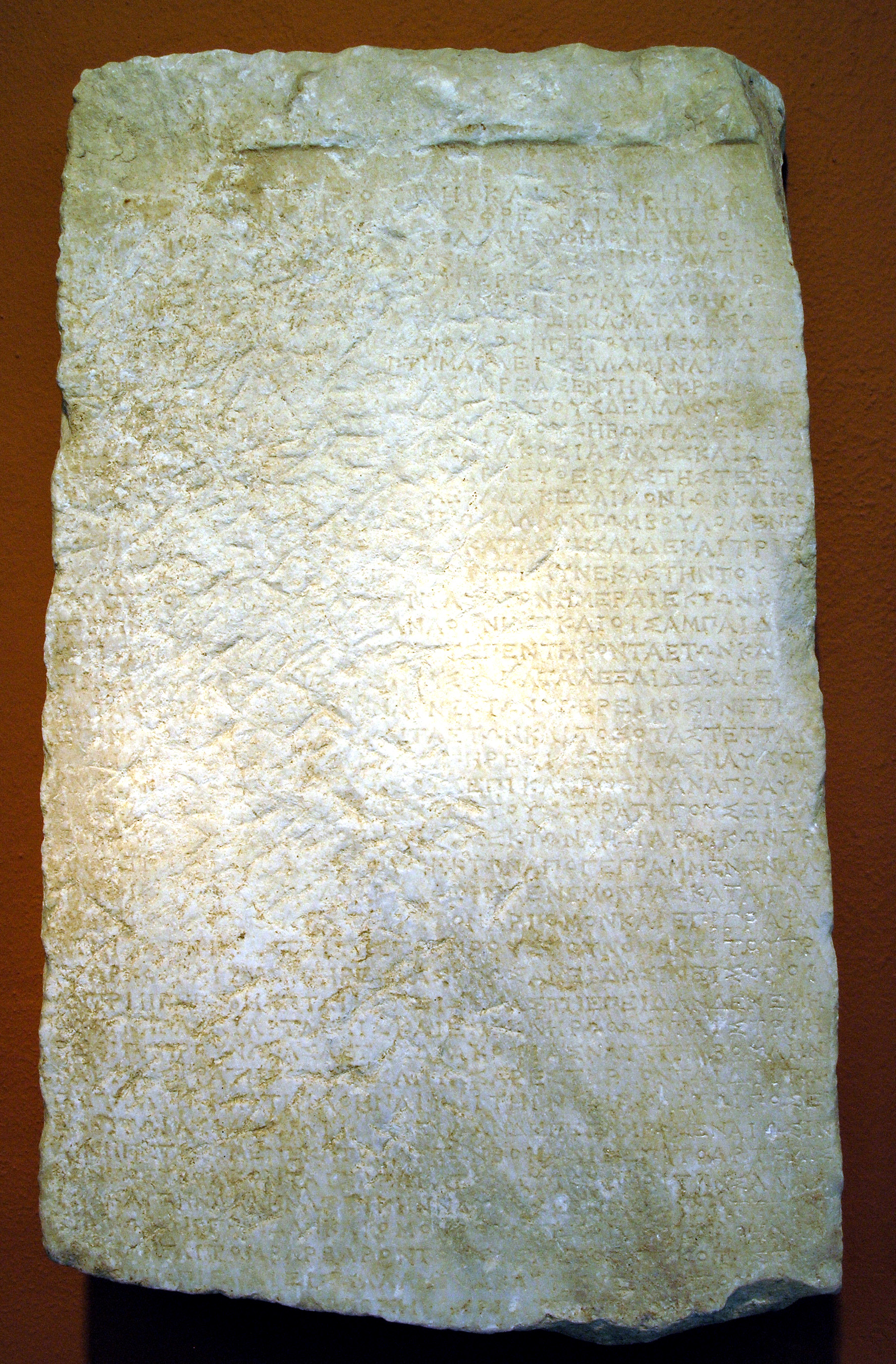